# 大酱女
豆酱女又名大酱女，味噌女（：／）是2000年代開始韓國网上出現的新潮和諷刺語。奢侈、虚骄恃气韓國女性称呼。 指集各种反面因素于一身、且令人极其讨厌，能力低下，但有很強虛榮心、總愛買名貴商品的女人。還被用來比喻獨立生活能力差、總想依靠別人、父母或男子生存的女人。  在韩国是相当流行的一个词汇。 “大酱女”是对长相不好看，却又爱慕虚荣女性的一种讽刺。

## 外部連結
- 豆醬女 （页面存档备份，存于）
- 大酱女
- 網路流行語火紅　折射出世界情緒[]
- 大酱女
- 2012維多莉亞韓語教學(第360篇)：流行語單字-您知道「된장녀(大醬女)」是什麼意思？如何使用嗎？！
- 韓國女人怎么就這么漂亮呢？？中韓網民的震撼評論
- 獨 dpa통신 ‘한국 된장녀’ 소개 눈길 
- 독일 dpa통신 '한국 된장녀' 소개 눈길[永久] 한국일보 2006/09/07 
- （页面存档备份，存于） [위크엔드 카페]‘된장녀’ 비난 말라 동아일보 2008-09-05 
- ‘된장녀’와 ‘절약남’은 찰떡궁합
- 카드업계에 부는 '된장녀 카드' 바람[永久]
- 명품에 빠진 ‘된장녀 열풍’의 주역은 ‘섹스 앤 더 시티’
- （页面存档备份，存于） 된장녀, 뉴요커, 브랜드에 관한 진실(1)